# 風狸

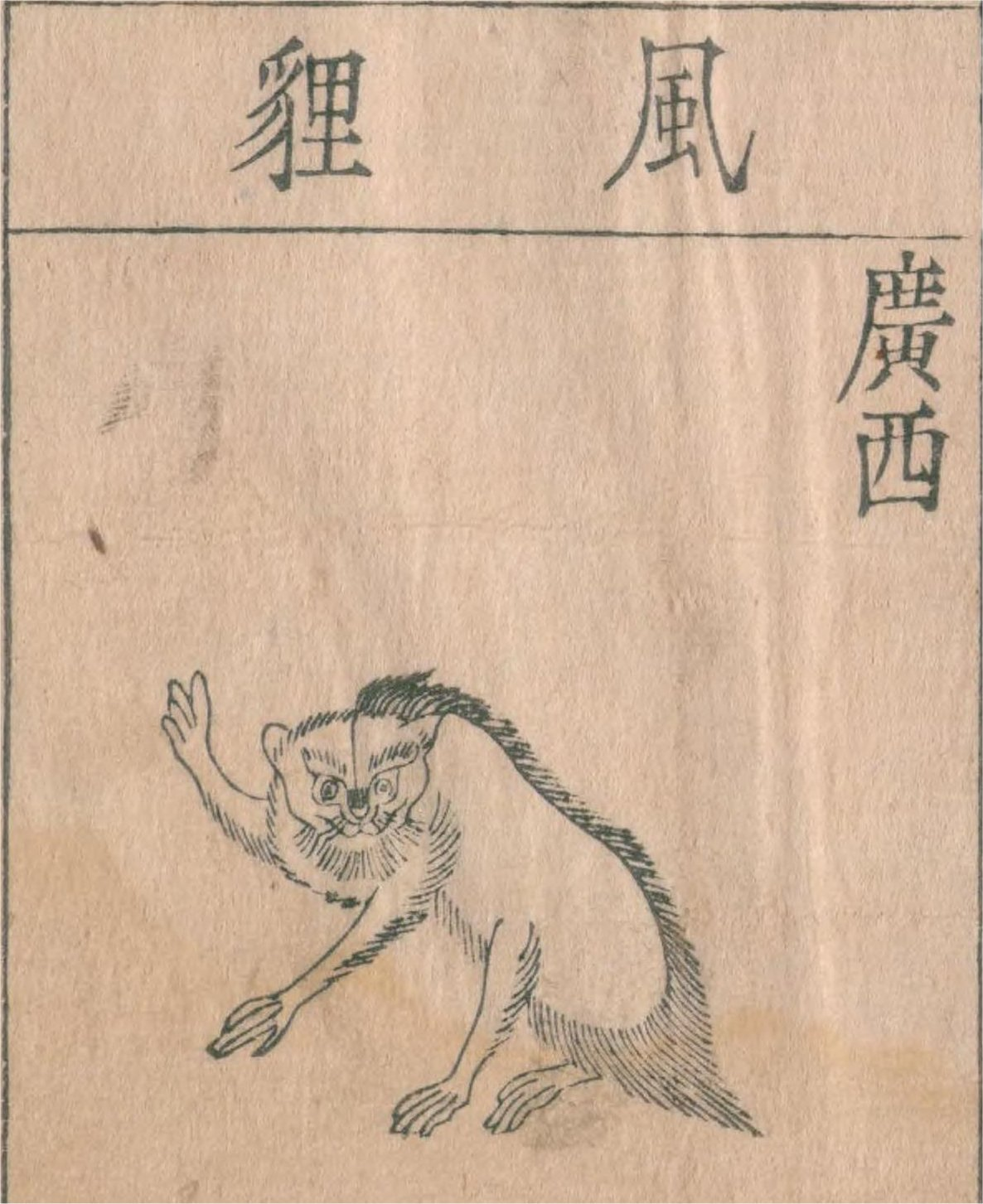
風貍
（廣西は産地のひとつ。§生息地参照）—『本草綱目』（承応2/1653年版）

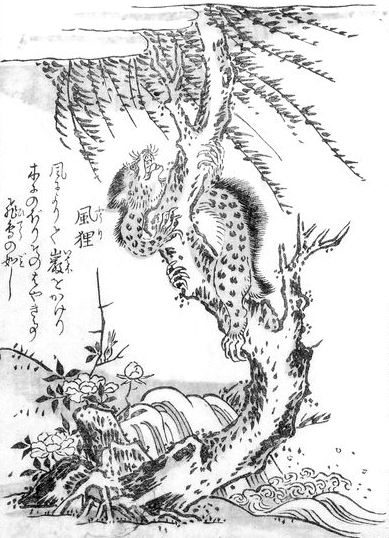
風狸—鳥山石燕画『今昔百鬼拾遺』。

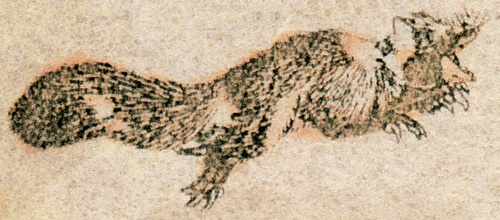
風狸—葛飾北斎画『北斎漫画』

風狸/風貍（ふうり）は、中国および日本の妖怪。
中国の『本草綱目』、日本の鳥山石燕の『今昔百鬼拾遺』、根岸鎮衛の『耳嚢』、『和漢三才図会』など江戸時代の各種文献に名が見られる。

## 概要
風狸/風貍は他にも風母/猦𤝕（ふうぼ）、風生獣（ふうせいじゅう）、平猴（へいこう）などの異称がいくつかの古典にみつかり、『本草綱目』ではまとめて解説される。
外観はヒョウ柄で青色（緑色）とされ、名称の「貍」は斑点のあるヤマネコ類を意味するが、他にも尾の無い（ごく短い）サルか、ウサギや似ていると表現される。大きさはこのヤマネコ（あるいは狸、貂）ほどとするのが主である。岩から岩、あるいは木から木へ飛翔して、果実を食う、あるいはクモを好んで食べるとされる。
嶺南地方の南部（現今の広西や広東）、および蜀（四川）の西部に生息していたとされる。
ヒヨケザル（皮翼目）に同定する仮説があるが、ジャコウネコ科やスローロリス属を候補に挙げる学者もいる。
偽乳香の樹脂塊を食うと伝わる吉屈 (狤𤟎)は原典では別の動物だが、『本草綱目』では同じとみなす。
獲物を指せば必ず堕とせるという杖（草の茎）を持つとされる（§狩猟杖を参照）。また、叩けば簡単に絶命する（とみせかけるがじつは生きており）、風を受ければ蘇生するという。しかし石菖蒲（セキショウ）（の根）で鼻を塞ぐと死ぬとされる。また、尿はらい病に薬効があるなどと古い中国の本草学では主張されていた。

## 名称
『本草綱目』獸之二に風狸、同、四庫全書本卷51に「風貍」と記されるが、「風のヤマネコ」（斑点がある種）の意とみなされる。江戸時代の『和漢三才図会』「風貍（）」と訓じたが、現代の漢学者からすれば「貍（）」とすべきということである。

### 異称
「風貍」の名称は『虞衡志』にあるとされる。
類書の『太平御覧』（10世紀）には「風母」の項があり、『本草綱目』ではこれは風狸の異称とする。「風母」については『南州異物志』（『廣州異物志』は誤写）に言及があり、「平猴」の異名があると書かれる。『玉篇・犬部』では猦𤝕とつくり、撃ち殺しても風を当てれば蘇生する有尾の獣と説明される。
また『嶺南異物志』にある異称は風猩（ふうしょう/ふうじょう[?]; fengxing）が正しい。
ほかにも風生獣（『[海内]十洲記』、『抱朴子·内篇』）という別名において解説されている。
香料を食らうという狤𤟎（きっくつ）という動物も同一であるとして『本草綱目』では風狸と習合させているが、狤𤟎（吉屈とも表記）は、そもそも『酉陽雑俎』では風狸（巻15）とは別項（巻16）で語られており、外見の特徴も相容れないので分けて後述する（§吉屈）。

## 生息地
『本草綱目』によれば、その生息地は邕州（）（現今の広西内）を含む同州以南の嶺南地方（五嶺より南の地）
さらには蜀（四川）の西の徼外/境外（）の森林にすむと邦訳されているが、正確には蜀の「西徼」（固有地名）の外の森林に生息したとされる。

### 日本産の有無
『和漢三才図会』では、日本に風狸はいないとされているが、『耳嚢』によれば日本でもときおり出くわすとし、"狸の一種"であるとみなしている。
『広倭本草』（宝暦9/1759年刊）では狤𤟎（＝風狸）を和名カマイタチだとみなし、能州（能登国）に多く出現する都市、民家で夜座っているとどこともなく現れ傷つけていくなどと記す。嶺南人による別称が風狸だとも付記している。

## 外見
風狸の大きさは貍（）ないし狸（タヌキ）、またはカワウソ程度と『本草綱目』ではまとめている。さらには風生獣は豹似で猩猩（オランウータン）大（すなわちあたかも大型獣）とする記述もあるが、異本によれば貂（テン）似で狸（タヌキ）大の青色（緑色）獣である。
風狸の外見については『本草綱目』では次の様にまとめている：見かけは尾無し（ごく尾短）で、小ぶりのサル似、目が赤く、体色は黄緑色と黒で豹（ヒョウ）のような模様がある。。
風生獣は、青色の豹（ヒョウ）のごとしと原典では記されているが、青色とは「暗い色（ダークカラー）」とも意訳される。
サル似の部分の原典をみると、『桂海虞衡志』では[形]状が黄猿（黃猨）のごとしとしているが、これはギボン（テナガザル）のことと現代解釈される。『酉陽雑俎』では風狸/風貍は狙（というサル）のごとし、眉長で恥ずかしがり屋だという。『南州異物志』では「風母獣」（平猴）は、猿に似て毛がなく赤目だという。風狸は兎（ウサギ）似だとも記される。

## 習性
風狸は兎に似て小さいと陳蔵器は言っており、風を孕んで飛び、木々を渡り、果物を食べるとしている。風生獣が好んで餌とするのはクモとされる。
さらには、昼は蝟（）のようにじっと丸くなってうつ伏せになり、夜になると活発化して敏捷となる、あるいは"風が出ると空中を飛ぶ"とか、"巌を越え樹を過ぎて鳥の飛ぶごとし"、とある。

### 捕獲・仮死・殺傷法
人に網で捕らえられると、恥しがるような素振りをし、憐れみを請うような仕草をする。風狸類（風猩、風生獣）は打ち叩くとあっけなく死んでしまうが、風を口に含ませればたちまち生き返る。また風生獣は、刀で斬っても刃が通らず、火で焼こうとしても焼けないが、骨や頭を砕かれると生き返ることはできないとされる。
ただ、一説によれば石菖蒲（セキショウ）（の根）で鼻を塞いでも殺すことができるとされる。

### 狩猟杖
南人の言い伝えによれば、風猩は常に一本の小さい杖をもっており、これで指すと（鳥や獣は）飛んだり走ったりできなくなる（身動き取れなくなる）。人がこの杖を得れば、指し示すだけで獲物が必ず取れる。しかしいざ網で風猩を捕えてみても杖がどこにも見当たらない（棄ててしまっている）。しかし風猩を百回杖せば（したたかに擊打せば）そのありかを白状するとのことである。
異聞ではいささか内容が異なる。風貍/風狸がもっている「杖」は翳形草（という姿隠しの草）よりも入手が難しい、と名医（風疾術士）のあいだではいわれる。この「杖」も実は草の茎を長さ一尺強ばかりに風猩が手折って使うもので（常に持っているのではない）、その現場をおさえるために人間は綱を樹と樹のあいだに張り木のうろに三日ほど隠れて機会をうかがう。風狸は、樹上に鳥が集まっているのをみつけると、草の茎で指して墜落させ、これを食らう。そこを人間が捕まえようとするが、人が現れると風狸は草を食べようとするか、まにあわなければ放ってしまう。ので、数百回打ち叩いて責め、それを拾わせる。
江戸時代の『耳嚢』にも言及されるが、ある者が風狸からその草を奪い、鳥を捕らえようとして木に登り、鳥に向かって草をかざしたところ、鳥とともにその者も木から落ちてしまったというエピソードを伝える。

## 薬効

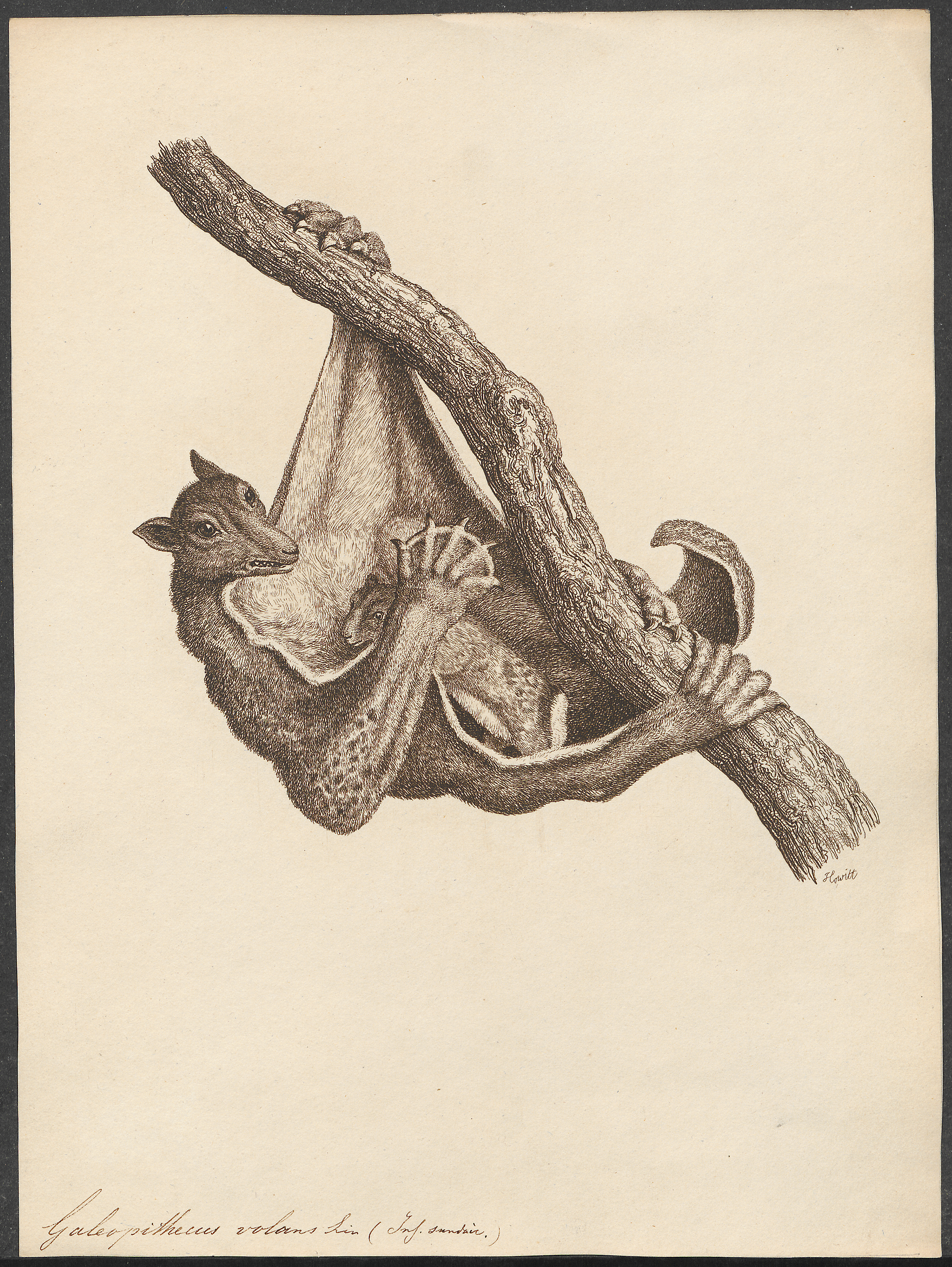
コルゴの一種。

脳を菊花と合えて十斤ほど服すと五百歳の長寿が得られると主張されているが、これは仙人が能く飛ぶにことにこじつけている（つまり飛ぶ獣を食せば仙人の長寿を得られる願望）と南方熊楠は説明する。
尿も「大風疾」など、「諸風」に効くと書かれているが、「大風」（らい病）等は中国では風によって起こされると信じられていたため、諸風の獣の尿に有効性が求められたのだと解説される。
尿は乳のようで、入手困難であるが、飼育すれば得られると記述される

## 吉屈
狤𤟎（吉屈、きっくつ、けっくつ）は『酉陽雑俎』によれば、好んで薫陸香（偽乳香）も食べるというが、そんなものを食べるというのは風説であろうと評される。
大きいものでは十斤あり、すがたは獺（カワウソ）に似るという。鼻から尾まで幅一寸ほどの青毛（緑毛）の筋がはしっており、毛の一本一本は3,4分（0.3–0.4寸）ほどの毛深さである。

## 実在動物の同定

### ヒヨケザル
南方熊楠は、コウモリに似た（近縁類と考えられたこともかつてはある）コルゴすなわちヒヨケザル（皮翼目）のことであろう、と考察した。コウモリのように毛なしでツルツルな翅膜と違い、コルゴの被膜は上面だけは毛深い。この説は妖怪関連の近著でも紹介される。

### ジャコウネコ科
『本草綱目』（鈴木訳）では合致する動物の同定はされていないが、ジャコウネコ類という木村重の見解を記載する。厳密にはジャコウネコ科 Paradoxurus属（P. hermaphroditus syn. P. musanga）のアジアパームシベットに同定している。
またジャコウネコ科ハクビシン（Paguma larvata; 中国名：果子狸）説もみられる。

### スローロリス属
清代に宮廷画家を務めたジッヘルバルト（中国名：艾啓蒙〔がい・けいもう〕）による一幅の絵、『風猩図』があるが（右図参照）、写実的であり、おそらくスローロリス類を描いたものとみられる。
風貍がスローロリスという説は、その漢名ランホウ（Lan Hou 树懒; 懒猴）をもちいてB・E・リードの本草参考書の一覧表にも記述される。
風狸/風貍がスローロリス属（懶猴属）Nycticebus であるという意見は本邦の学術論文にもみえる。